# Lydia Bennet
Lydia Bennet è uno dei personaggi di Orgoglio e pregiudizio, romanzo di Jane Austen. 

## Personaggio
Lydia è l'ultima delle cinque sorelle Bennet (Jane, Elizabeth, Mary, Catherine e Lydia) nonché la più frivola. Il fatto che la madre apprezzi il suo carattere e la sua allegria e vivacità, la fa entrare in società molto presto; nel libro non ha ancora sedici anni e già presenzia ai balli e ricevimenti.
La sorella nata prima di lei, Catherine, detta Kitty, è senza dubbio succube di Lydia.
Lydia ha una passione smisurata per gli ufficiali, di cui può avere informazioni di prima mano grazie alla zia, la signora Philips, sorella di sua madre, che vive a Meryton.
Durante una vacanza a Brighton, ospite dai signori Foster, scappa con il bugiardo ma affascinante soldato Wickam, uomo ingannevole e dedito al gioco che aveva tradito in passato la fiducia del signor Darcy.
Sarà proprio il signor Darcy a trovarli e a fornire loro il denaro necessario affinché i due si sposino.
Lydia è orgogliosissima di essere la prima delle sorelle Bennet a sposarsi, per di più a quasi 16 anni.
Ciononostante, il loro matrimonio non sarà tanto felice: l'affetto di Wickam per lei si trasformerà presto in indifferenza, quello di Lydia per lui durerà un po' di più, ma cercherà sempre di spillare aiuti economici dalle sorelle Elizabeth e Jane.